# Canejan (Lleida)
Canejan (spanisch: Caneján) ist eine katalanische Gemeinde mit 101 Einwohnern (Stand: 2024) in der Provinz Lleida im Nordosten Spaniens. Sie liegt in der Comarca Val d’Aran. Neben dem Hauptort Canejan besteht die Gemeinde aus den Weilern Burdius, Campespín, Casiñán, Morón y La Mola, Navías, Pradet, Puntaut, Pursingles und San Juan de Torán. 

## Lage
Canejan liegt am rechten Ufer der Garonne in den Pyrenäen an der französischen Grenze in einer Höhe von ca. 905 m. Im Gemeindegebiet liegt die Bergspitze des Tuc d’Ermèr mit 2425 m.

## Bevölkerungsentwicklung
| 1900 | 1930 | 1950 | 1970 | 1981 | 1991 | 2001 | 2011 | 2021 |
| ---- | ---- | ---- | ---- | ---- | ---- | ---- | ---- | ---- |
| 637  | 480  | 310  | 171  | 137  | 109  | 107  | 104  | 89   |

## Sehenswürdigkeiten
- Saturninuskirche
- Wallfahrtskirche in San Joan de Toran

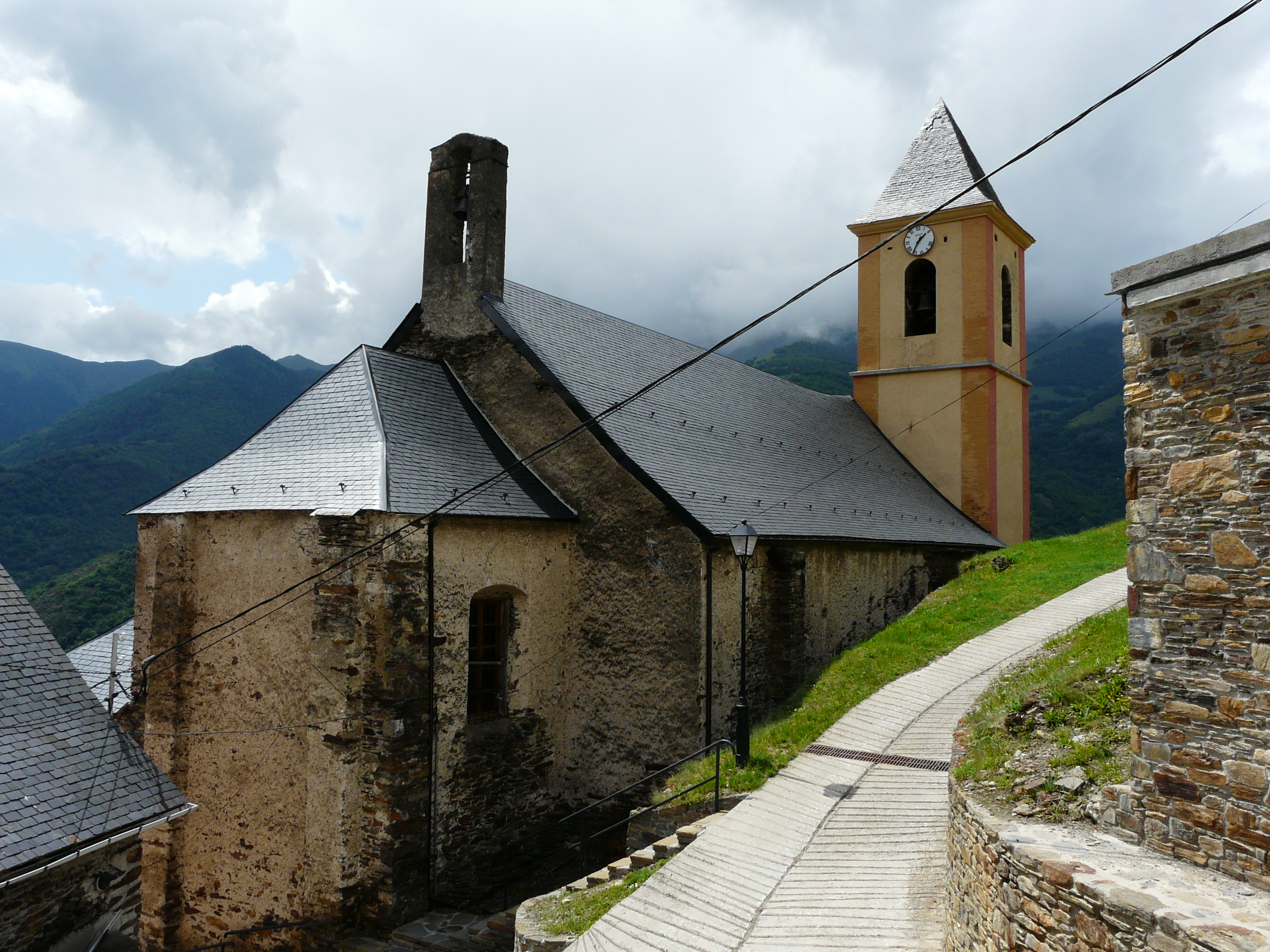
Saturninkirche
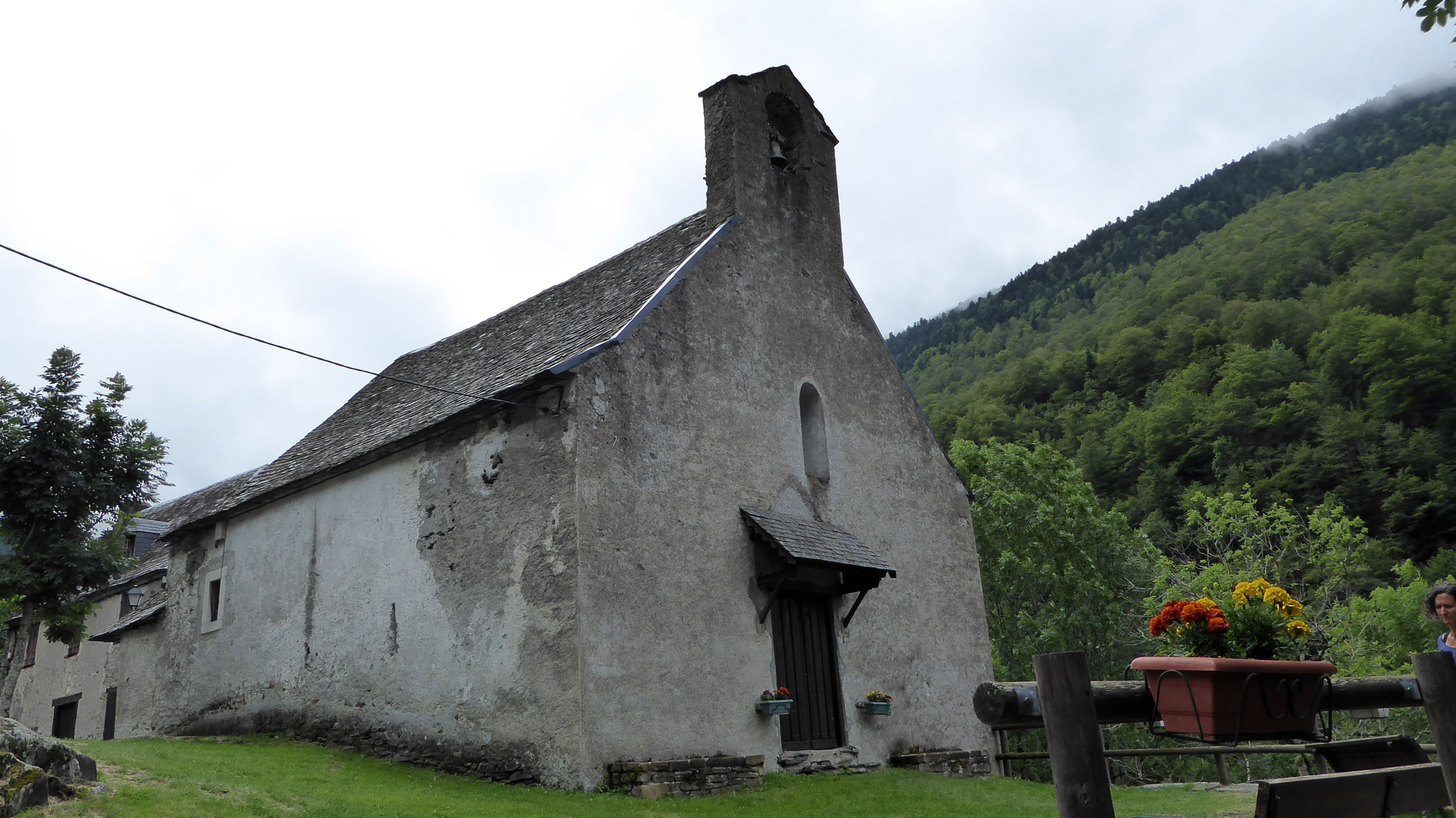
Wallfahrtskirche
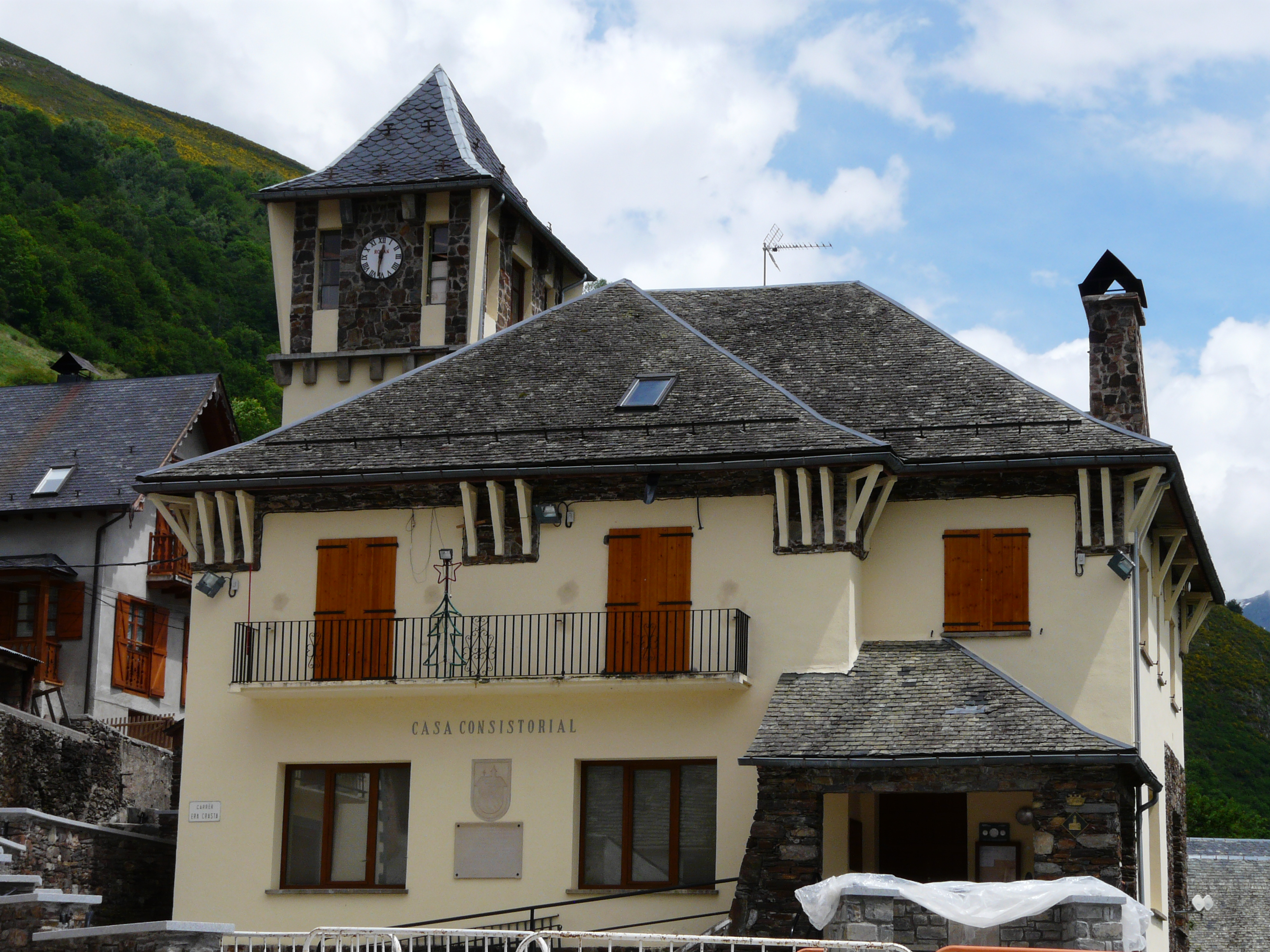
Rathaus